# Pombal
Pombal és un municipi portuguès, situat al districte de Leiria, a la regió del Centre i a la subregió de Pinhal Litoral. L'any 2004 tenia 38.030 habitants. Limita al nord amb Figueira da Foz i Soure, a l'est amb Ansião i Alvaiázere, al sud-est amb Ourém, al sud-oest amb Leiria i a l'oest amb l'oceà Atlàntic.
| Població del concejo de Pombal (1801 – 2004) | Població del concejo de Pombal (1801 – 2004) | Població del concejo de Pombal (1801 – 2004) | Població del concejo de Pombal (1801 – 2004) | Població del concejo de Pombal (1801 – 2004) | Població del concejo de Pombal (1801 – 2004) | Població del concejo de Pombal (1801 – 2004) | Població del concejo de Pombal (1801 – 2004) | Població del concejo de Pombal (1801 – 2004) |
| -------------------------------------------- | -------------------------------------------- | -------------------------------------------- | -------------------------------------------- | -------------------------------------------- | -------------------------------------------- | -------------------------------------------- | -------------------------------------------- | -------------------------------------------- |
| 1801                                         | 1849                                         | 1900                                         | 1930                                         | 1960                                         | 1981                                         | 1991                                         | 2001                                         | 2004                                         |
| 6.144                                        | 16.828                                       | 34.840                                       | 45.358                                       | 59.931                                       | 53.727                                       | 51.357                                       | 56.299                                       | 58.617                                       |

## Freguesies
- Abiul
- Albergaria dos Doze
- Almagreira
- Carnide
- Carriço
- Guía
- Ilha
- Louriçal
- Mata Mourisca
- Meirinhas
- Pelariga
- Pombal
- Redinha
- Santiago de Litém
- São Simão de Litém
- Vermoil
- Vila Cã